# Danh sách phim gốc Netflix
Netflix là nhà cung cấp phương tiện phát trực tuyến trên Internet theo yêu cầu trên phạm vi toàn cầu của Mỹ, đã phân phối một số nội dung gốc, bao gồm chưong trình truyền hình, chương trình đặc biệt, phim tài liệu và phim lẻ gốc. Phim gốc của Netflix cũng bao gồm một số tác phẩm được chiếu lần đầu tại các rạp chiếu phim ở các quốc gia khác hoặc được phát sóng độc quyền ở các vùng lãnh thổ khác, và sau đó được mô tả dưới dạng nội dung gốc của Netflix.

## Phim lẻ
| Tên                                                              | Thể loại                           | Phát hành            | Thời lượng       | Ngôn ngữ           |
| 2015                                                             | 2015                               | 2015                 | 2015             | 2015               |
| ---------------------------------------------------------------- | ---------------------------------- | -------------------- | ---------------- | ------------------ |
| Kẻ thù không tổ quốc                                             | Chiến tranh                        | 16 tháng 10 năm 2015 | 2 giờ, 16 phút   | Anh/Akan           |
| Bộ 6 dở hơi                                                      | Viễn Tây                           | 11 tháng 12 năm 2015 | 1 giờ, 59 phút   | Anh                |
| 2016                                                             |                                    |                      |                  |                    |
| Kì nghỉ quan trọng của Pee-wee                                   | Phiêu lưu                          | 18 tháng 3 năm 2016  | 1 giờ, 29 phút   | Anh                |
| Phóng viên đặc biệt                                              | Châm biếm                          | 29 tháng 4 năm 2016  | 1 giờ, 40 phút   | Anh                |
| Làm lại cuộc đời                                                 | Hành động                          | 27 tháng 5 năm 2016  | 1 giờ, 48 phút   | Anh                |
| Điều căn bản của việc quan tâm                                   | Chính kịch/Hài                     | 24 tháng 6 năm 2016  | 1 giờ, 37 phút   | Anh                |
| Naman còn trinh                                                  | Hài                                | 7 tháng 7 năm 2016   | 1 giờ, 35 phút   | Anh                |
| Tái sinh                                                         | Giật gân                           | 15 tháng 7 năm 2016  | 1 giờ, 40 phút   | Anh                |
| Tallulah                                                         | Chính kịch/Hài                     | 29 tháng 7 năm 2016  | 1 giờ, 51 phút   | Anh                |
| XOXO                                                             | Chính kịch                         | 26 tháng 8 năm 2016  | 1 giờ, 32 phút   | Anh                |
| Vòng lặp thời gian                                               | Khoa học viễn tưởng/Giật gân       | 16 tháng 9 năm 2016  | 1 giờ, 28 phút   | Anh                |
| Vây hãm Jadotville                                               | Chiến tranh                        | 7 tháng 10 năm 2016  | 1 giờ, 48 phút   | Anh                |
| Linh vật                                                         | Mockumentary                       | 13 tháng 10 năm 2016 | 1 giờ, 35 phút   | Anh                |
| Tôi là thứ xinh đẹp sống trong nhà này                           | Kinh dị                            | 28 tháng 10 năm 2016 | 1 giờ, 29 phút   | Anh                |
| 7 năm                                                            | Chính kịch                         | 28 tháng 10 năm 2016 | 1 giờ, 16 phút   | Tây Ban Nha        |
| Nhật ký sát thủ                                                  | Hành động                          | 11 tháng 11 năm 2016 | 1 giờ, 38 phút   | Anh                |
| Nhân từ                                                          | Giật gân                           | 22 tháng 11 năm 2016 | 1 giờ, 30 phút   | Anh                |
| Quang phổ                                                        | Khoa học viễn tưởng/Hành động      | 9 tháng 12 năm 2016  | 1 giờ, 48 phút   | Anh                |
| Thời niên thiếu của Barack Obama                                 | Tiểu sử                            | 16 tháng 12 năm 2016 | 1 giờ, 44 phút   | Anh                |
| 2017                                                             |                                    |                      |                  |                    |
| Điệp vụ tiền xu                                                  | Tội phạm                           | 6 tháng 1 năm 2017   | 1 giờ, 37 phút   | Anh                |
| Lâm sàng                                                         | Giật gân                           | 13 tháng 1 năm 2017  | 1 giờ, 44 phút   | Anh                |
| Cao tốc số 10                                                    | Hài                                | 20 tháng 1 năm 2017  | 1 giờ, 20 phút   | Anh                |
| iBoy                                                             | Khoa học viễn tưởng/Giật gân       | 27 tháng 1 năm 2017  | 1 giờ, 30 phút   | Anh                |
| Giấc mơ đế quốc                                                  | Chính kịch                         | 3 tháng 2 năm 2017   | 1 giờ, 27 phút   | Anh                |
| Ngày của bạn gái                                                 | Hài                                | 14 tháng 2 năm 2017  | 1 giờ, 10 phút   | Anh                |
| Tôi thấy thật lạc lõng trong thế giới này                        | Chính kịch                         | 24 tháng 2 năm 2017  | 1 giờ, 36 phút   | Anh                |
| Cát cháy                                                         | Chính kịch                         | 10 tháng 3 năm 2017  | 1 giờ, 42 phút   | Anh                |
| Deidra và Laney cướp tàu                                         | Chính kịch                         | 17 tháng 3 năm 2017  | 1 giờ, 34 phút   | Anh                |
| Người phụ nữ bị ghét nhất nước Mỹ                                | Tiểu sử                            | 24 tháng 3 năm 2017  | 1 giờ, 32 phút   | Anh                |
| Khám phá thế giới bên kia                                        | Khoa học viễn tưởng/Chính kịch     | 31 tháng 3 năm 2017  | 1 giờ, 42 phút   | Anh                |
| Được ăn cả, ngã về không                                         | Hài                                | 7 tháng 4 năm 2017   | 1 giờ, 28 phút   | Anh                |
| Sandy Wexler                                                     | Hài                                | 14 tháng 4 năm 2017  | 2 giờ, 11 phút   | Anh                |
| Lâu đài cát                                                      | Chiến tranh                        | 21 tháng 4 năm 2017  | 1 giờ, 53 phút   | Anh                |
| Tình yêu đến                                                     | Lãng mạn                           | 21 tháng 4 năm 2017  | 1 giờ, 23 phút   | Anh                |
| Tội vặt                                                          | Hài                                | 28 tháng 4 năm 2017  | 1 giờ, 35 phút   | Anh                |
| Handsome: Bộ phim bí ẩn của Netflix                              | Hài                                | 5 tháng 5 năm 2017   | 1 giờ, 21 phút   | Anh                |
| Blame!                                                           | Anime/Khoa học viễn tưởng          | 20 tháng 5 năm 2017  | 1 giờ, 46 phút   | Nhật               |
| Cỗ máy chiến tranh                                               | Chiến tranh/Hài                    | 26 tháng 5 năm 2017  | 2 giờ, 2 phút    | Anh                |
| Hồ Shimmer                                                       | Tội phạm/Giật gân                  | 9 tháng 6 năm 2017   | 1 giờ, 26 phút   | Anh                |
| Siêu lợn Okja                                                    | Hành động/Phiêu lưu                | 28 tháng 6 năm 2017  | 2 giờ, 1 phút    | Anh/Triều Tiên     |
| Da bọc xương                                                     | Chính kịch                         | 14 tháng 7 năm 2017  | 1 giờ, 47 phút   | Anh                |
| Jessica James siêu đẳng                                          | Hài                                | 28 tháng 7 năm 2017  | 1 giờ, 23 phút   | Anh                |
| Trần trụi                                                        | Hài                                | 11 tháng 8 năm 2017  | 1 giờ, 36 phút   | Anh                |
| Cuốn sổ tử thần                                                  | Kinh dị/Giật gân                   | 25 tháng 8 năm 2017  | 1 giờ, 40 phút   | Anh                |
| Tiểu quỷ                                                         | Hài/Kinh dị                        | 1 tháng 9 năm 2017   | 1 giờ, 34 phút   | Anh                |
| #REALITYHIGH                                                     | Hài                                | 8 tháng 9 năm 2017   | 1 giờ, 39 phút   | Anh                |
| Đầu tiên họ giết cha tôi                                         | Chính kịch                         | 15 tháng 9 năm 2017  | 2 giờ, 16 phút   | Khmer/Anh/Pháp     |
| Trò chơi của Gerald                                              | Kinh dị/Giật gân                   | 29 tháng 9 năm 2017  | 1 giờ, 43 phút   | Anh                |
| Hai tâm hồn trong đêm                                            | Lãng mạn                           | 29 tháng 9 năm 2017  | 1 giờ, 43 phút   | Anh                |
| Bom xịt                                                          | Hài                                | 12 tháng 10 năm 2017 | 1 giờ, 29 phút   | Tây Ban Nha/Basque |
| Cô giữ trẻ                                                       | Tuổi teen/Hài/Kinh dị              | 13 tháng 10 năm 2017 | 1 giờ, 25 phút   | Anh                |
| Chuyện nhà Meyerowitz (mới và tuyển chọn)                        | Chính kịch/Hài                     | 13 tháng 10 năm 2017 | 1 giờ, 52 phút   | Anh                |
| 1922                                                             | Kinh dị/Tội phạm                   | 20 tháng 10 năm 2017 | 1 giờ, 42 phút   | Anh                |
| Truy tìm kẻ phản bội                                             | Hành động/Giật gân                 | 20 tháng 10 năm 2017 | 1 giờ, 22 phút   | Anh                |
| Kẻ sát nhân                                                      | Viễn Tây                           | 10 tháng 11 năm 2017 | 1 giờ, 39 phút   | Bồ Đào Nha         |
| Hoàng tử Giáng sinh                                              | Lãng mạn/Hài                       | 17 tháng 11 năm 2017 | 1 giờ, 32 phút   | Anh                |
| Giáng sinh ở El Camino                                           | Hài                                | 8 tháng 12 năm 2017  | 1 giờ, 29 phút   | Anh                |
| Christmas Inheritance                                            | Chính kịch/Lãng mạn                | 15 tháng 12 năm 2017 | 1 giờ, 44 phút   | Anh                |
| Chiếc đũa quyền năng                                             | Kỳ ảo                              | 22 tháng 12 năm 2017 | 1 giờ, 57 phút   | Anh                |
| 2018                                                             |                                    |                      |                  |                    |
| Vua lừa đảo                                                      | Chính kịch/Hài                     | 12 tháng 1 năm 2018  | 1 giờ, 35 phút   | Anh                |
| Step Sisters                                                     | Hài                                | 19 tháng 1 năm 2018  | 1 giờ, 48 phút   | Anh                |
| Ngôi nhà để ngỏ                                                  | Kinh dị/Giật gân                   | 19 tháng 1 năm 2018  | 1 giờ, 34 phút   | Anh                |
| Cử chỉ vô nghĩa và ngốc nghếch                                   | Tiểu sử/Hài                        | 26 tháng 1 năm 2018  | 1 giờ, 41 phút   | Anh                |
| Nghịch lý Cloverfield                                            | Khoa học viễn tưởng                | 4 tháng 2 năm 2018   | 1 giờ, 42 phút   | Anh                |
| Lần đầu gặp gỡ                                                   | Lãng mạn/Hài                       | 9 tháng 2 năm 2018   | 1 giờ, 37 phút   | Anh                |
| Tình yêu trên mỗi mét vuông                                      | Lãng mạn/Hài                       | 14 tháng 2 năm 2018  | 2 giờ, 13 phút   | Hindi              |
| Không thể thay thế                                               | Chính kịch                         | 16 tháng 2 năm 2018  | 1 giờ, 36 phút   | Anh                |
| Câm lặng                                                         | Khoa học viễn tưởng/Bí ẩn          | 23 tháng 2 năm 2018  | 2 giờ, 6 phút    | Anh                |
| Kẻ ngoại bang                                                    | Tội phạm                           | 9 tháng 3 năm 2018   | 2 giờ            | Anh/Nhật           |
| Benji                                                            | Gia đình                           | 16 tháng 3 năm 2018  | 1 giờ, 27 phút   | Anh                |
| Trò chơi kết thúc!                                               | Hành động/Hài                      | 23 tháng 3 năm 2018  | 1 giờ, 41 phút   | Anh                |
| Paradox                                                          | Ca nhạc/Viễn Tây/Kỳ ảo             | 23 tháng 3 năm 2018  | 1 giờ, 13 phút   | Anh                |
| Roxanne Roxanne                                                  | Tiểu sử                            | 23 tháng 3 năm 2018  | 1 giờ, 38 phút   | Anh                |
| Happy Anniversary                                                | Lãng mạn/Hài                       | 30 tháng 3 năm 2018  | 1 giờ, 18 phút   | Anh                |
| Trận đấu đầu tiên                                                | Thể thao/Chính kịch                | 30 tháng 3 năm 2018  | 1 giờ, 42 phút   | Anh                |
| 6 trái bóng bay                                                  | Chính kịch                         | 6 tháng 4 năm 2018   | 1 giờ, 15 phút   | Anh                |
| Nghiệp dư                                                        | Thể thao/Chính kịch                | 6 tháng 4 năm 2018   | 1 giờ, 36 phút   | Anh                |
| Chủ nhật của Chúa                                                | Tiểu sử                            | 13 tháng 4 năm 2018  | 1 giờ, 46 phút   | Anh                |
| Tôi đâu phải người dễ dãi                                        | Lãng mạn/Hài                       | 13 tháng 4 năm 2018  | 1 giờ, 38 phút   | Pháp               |
| Trung học phê pha                                                | Tuổi teen/Chính kịch/Hài           | 20 tháng 4 năm 2018  | 1 giờ, 37 phút   | Anh                |
| Hũ kẹo                                                           | Hài                                | 27 tháng 4 năm 2018  | 1 giờ, 32 phút   | Anh                |
| Tuần đám cưới                                                    | Hài                                | 27 tháng 4 năm 2018  | 1 giờ, 56 phút   | Anh                |
| Sometimes                                                        | Chính kịch                         | 1 tháng 5 năm 2018   | 1 giờ, 41 phút   | Tamil              |
| Xóa nợ                                                           | Chính kịch                         | 4 tháng 5 năm 2018   | 1 giờ, 44 phút   | Ý                  |
| Bốt hôn                                                          | Lãng mạn/Hài                       | 11 tháng 5 năm 2018  | 1 giờ, 45 phút   | Anh                |
| Lối thoát hậu tận thế                                            | Chính kịch/Kinh dị                 | 18 tháng 5 năm 2018  | 1 giờ, 44 phút   | Anh                |
| Ibiza                                                            | Hài                                | 25 tháng 5 năm 2018  | 1 giờ, 34 phút   | Anh                |
| Tình yêu kì lạ của Alex                                          | Lãng mạn/Hài                       | 8 tháng 6 năm 2018   | 1 giờ, 39 phút   | Anh                |
| Trợ lý yêu                                                       | Lãng mạn/Hài                       | 15 tháng 6 năm 2018  | 1 giờ, 45 phút   | Anh                |
| Chuyện dục vọng                                                  | Chính kịch                         | 15 tháng 6 năm 2018  | 2 giờ            | Hindi              |
| Hương vị và màu sắc                                              | Lãng mạn/Hài                       | 24 tháng 6 năm 2018  | 1 giờ, 35 phút   | Pháp               |
| Calibre                                                          | Giật gân                           | 29 tháng 6 năm 2018  | 1 giờ, 41 phút   | Anh                |
| TAU                                                              | Khoa học viễn tưởng/Giật gân       | 29 tháng 6 năm 2018  | 1 giờ, 37 phút   | Anh                |
| Câu chuyện về người thợ săn hươu đuôi trắng                      | Phiêu lưu/Hài                      | 6 tháng 7 năm 2018   | 1 giờ, 23 phút   | Anh                |
| Kết thúc của tất cả                                              | Hành động/Giật gân                 | 13 tháng 7 năm 2018  | 1 giờ, 53 phút   | Anh                |
| Ông bố của năm                                                   | Hài                                | 20 tháng 7 năm 2018  | 1 giờ, 34 phút   | Anh                |
| Tuyệt chủng                                                      | Khoa học viễn tưởng/Giật gân       | 27 tháng 7 năm 2018  | 1 giờ, 35 phút   | Anh                |
| Brij Mohan: Sống chết tại ta                                     | Hài                                | 3 tháng 8 năm 2018   | 1 giờ, 40 phút   | Hindi              |
| Trăng mật cùng bố                                                | Hài                                | 3 tháng 8 năm 2018   | 1 giờ, 43 phút   | Anh                |
| Phi vụ cứu hàng                                                  | Hài                                | 10 tháng 8 năm 2018  | 1 giờ, 34 phút   | Anh                |
| Những chàng trai năm ấy                                          | Lãng mạn/Hài                       | 17 tháng 8 năm 2018  | 1 giờ, 39 phút   | Anh                |
| Tiệc hậu Netflix                                                 | Hài                                | 24 tháng 8 năm 2018  | 1 giờ, 29 phút   | Anh                |
| Sierra Burgess – Kẻ thất bại                                     | Lãng mạn/Chính kịch/Hài            | 7 tháng 9 năm 2018   | 1 giờ, 45 phút   | Anh                |
| The Most Assassinated Woman in the World                         | Giật gân                           | 7 tháng 9 năm 2018   | 1 giờ, 42 phút   | Pháp               |
| Tra tấn                                                          | Tội phạm                           | 12 tháng 9 năm 2018  | 1 giờ, 40 phút   | Ý                  |
| Vùng đất của những thói quen cố hữu                              | Chính kịch                         | 14 tháng 9 năm 2018  | 1 giờ, 38 phút   | Anh                |
| Điệp viên thiên thần                                             | Giật gân                           | 14 tháng 9 năm 2018  | 1 giờ, 54 phút   | Anh                |
| Xuống tóc, lên đời                                               | Chính kịch/Hài                     | 21 tháng 9 năm 2018  | 1 giờ, 38 phút   | Anh                |
| Đêm của bầy sói                                                  | Giật gân                           | 28 tháng 9 năm 2018  | 2 giờ, 5 phút    | Anh                |
| Đời tư                                                           | Chính kịch                         | 5 tháng 10 năm 2018  | 2 giờ, 4 phút    | Anh                |
| Thảm kịch                                                        | Chính kịch                         | 10 tháng 10 năm 2018 | 2 giờ, 24 phút   | Anh                |
| Tông đồ                                                          | Kinh dị/Giật gân                   | 12 tháng 10 năm 2018 | 2 giờ, 9 phút    | Anh                |
| Màn đêm kéo đến                                                  | Hành động/Giật gân                 | 19 tháng 10 năm 2018 | 2 giờ, 1 phút    | Indonesia          |
| Đã lâu quá rồi                                                   | Ca nhạc                            | 26 tháng 10 năm 2018 | 1 giờ, 40 phút   | Anh                |
| Lịch nghỉ lễ                                                     | Lãng mạn/Hài                       | 2 tháng 11 năm 2018  | 1 giờ, 35 phút   | Anh                |
| Phía bên kia cơn gió                                             | Chính kịch                         | 2 tháng 11 năm 2018  | 2 giờ, 2 phút    | Anh                |
| Vị vua trái pháp                                                 | Chính kịch/Sử thi                  | 9 tháng 11 năm 2018  | 2 giờ, 1 phút    | Anh                |
| Công chúa thế vai                                                | Lãng mạn/Hài                       | 16 tháng 11 năm 2018 | 1 giờ, 41 phút   | Anh                |
| Kẻ mạo danh                                                      | Kinh dị                            | 16 tháng 11 năm 2018 | 1 giờ, 34 phút   | Anh                |
| Bản ballad của Buster Scruggs                                    | Viễn Tây                           | 16 tháng 11 năm 2018 | 2 giờ, 12 phút   | Anh                |
| Biên niên sử Giáng Sinh                                          | Giáng sinh/Kỳ ảo/Phiêu lưu/Hài     | 22 tháng 11 năm 2018 | 1 giờ, 44 phút   | Anh                |
| Hoàng tử Giáng sinh: Đám cưới hoàng gia                          | Lãng mạn/Hài                       | 30 tháng 11 năm 2018 | 1 giờ, 32 phút   | Anh                |
| Khi bố mời kết bạn                                               | Chính kịch/Hài                     | 30 tháng 11 năm 2018 | 1 giờ, 58 phút   | Hindi              |
| 5 Star Christmas                                                 | Hài                                | 7 tháng 12 năm 2018  | 1 giờ, 35 phút   | Ý                  |
| Mowgli: Huyền thoại rừng xanh                                    | Phiêu lưu                          | 7 tháng 12 năm 2018  | 1 giờ, 44 phút   | Anh                |
| Roma                                                             | Chính kịch                         | 14 tháng 12 năm 2018 | 2 giờ, 15 phút   | Tây Ban Nha        |
| Lồng chim                                                        | Giật gân                           | 21 tháng 12 năm 2018 | 2 giờ, 4 phút    | Anh                |
| 2019                                                             |                                    |                      |                  |                    |
| Trái tim sư tử                                                   | Hài                                | 4 tháng 1 năm 2019   | 1 giờ, 34 phút   | Anh                |
| Cười một lần cuối                                                | Chính kịch/Hài                     | 11 tháng 1 năm 2019  | 1 giờ, 38 phút   | Anh                |
| IO                                                               | Khoa học viễn tưởng/Chính kịch     | 18 tháng 1 năm 2019  | 1 giờ, 35 phút   | Anh                |
| Soni                                                             | Tội phạm                           | 18 tháng 1 năm 2019  | 1 giờ, 37 phút   | Hindi              |
| Polar: Sát thủ tái xuất                                          | Hành động                          | 25 tháng 1 năm 2019  | 1 giờ, 58 phút   | Anh                |
| Bức họa ma quái                                                  | Giật gân                           | 1 tháng 2 năm 2019   | 1 giờ, 52 phút   | Anh                |
| Siêu sao bóng rổ                                                 | Thể thao/Chính kịch                | 8 tháng 2 năm 2019   | 1 giờ, 30 phút   | Anh                |
| Lửa trong tim                                                    | Chính kịch                         | 22 tháng 2 năm 2019  | 1 giờ, 52 phút   | Marathi            |
| Paris của chúng ta                                               | Lãng mạn/Chính kịch                | 22 tháng 2 năm 2019  | 1 giờ, 23 phút   | Pháp               |
| Bằng hữu                                                         | Chính kịch/Hài                     | 22 tháng 2 năm 2019  | 1 giờ, 29 phút   | Anh                |
| Nghị lực phi thường                                              | Chính kịch                         | 8 tháng 3 năm 2019   | 1 giờ, 39 phút   | Anh                |
| Juanita                                                          | Chính kịch                         | 8 tháng 3 năm 2019   | 1 giờ, 30 phút   | Anh                |
| Băng cướp bất đắc dĩ                                             | Hành động/Giật gân                 | 13 tháng 3 năm 2019  | 2 giờ, 5 phút    | Anh                |
| Mötley Crüe: Ban nhạc tai tiếng                                  | Tiểu sử                            | 22 tháng 3 năm 2019  | 1 giờ, 48 phút   | Anh                |
| Biệt đội xa lộ                                                   | Tội phạm                           | 29 tháng 3 năm 2019  | 2 giờ, 11 phút   | Anh                |
| 15 tháng 8                                                       | Chính kịch/Hài                     | 29 tháng 3 năm 2019  | 2 giờ, 4 phút    | Marathi            |
| Cửa hiệu kỳ lân                                                  | Hài                                | 5 tháng 4 năm 2019   | 1 giờ, 32 phút   | Anh                |
| Bạn sẽ đưa ai đến đảo hoang?                                     | Chính kịch                         | 12 tháng 4 năm 2019  | 1 giờ, 33 phút   | Tây Ban Nha        |
| Cuộc hẹn hoàn hảo                                                | Lãng mạn/Hài                       | 12 tháng 4 năm 2019  | 1 giờ, 29 phút   | Anh                |
| Người tuyệt vời                                                  | Lãng mạn/Hài                       | 19 tháng 4 năm 2019  | 1 giờ, 32 phút   | Anh                |
| Giáo viên dạy nhạc                                               | Chính kịch                         | 19 tháng 4 năm 2019  | 1 giờ, 41 phút   | Hindi              |
| Despite Everything                                               | Hài                                | 3 tháng 5 năm 2019   | 1 giờ, 18 phút   | Tây Ban Nha        |
| Buổi tiệc của hội chị em                                         | Hài                                | 10 tháng 5 năm 2019  | 1 giờ, 43 phút   | Anh                |
| Món quà bí ẩn                                                    | Chính kịch                         | 16 tháng 5 năm 2019  | 1 giờ, 29 phút   | Anh                |
| Hẹn gặp lại ngày hôm qua                                         | Khoa học viễn tưởng                | 17 tháng 5 năm 2019  | 1 giờ, 27 phút   | Anh                |
| Vành đai thế giới                                                | Khoa học viễn tưởng/Phiêu lưu      | 24 tháng 5 năm 2019  | 1 giờ, 38 phút   | Anh                |
| Hoàn mỹ                                                          | Kinh dị/Giật gân                   | 24 tháng 5 năm 2019  | 1 giờ, 30 phút   | Anh                |
| Mãi là người thương                                              | Lãng mạn/Hài                       | 31 tháng 5 năm 2019  | 1 giờ, 42 phút   | Anh                |
| Cặp đôi hợp lực                                                  | Hài                                | 31 tháng 5 năm 2019  | 1 giờ, 40 phút   | Hindi              |
| Elisa và Marcela                                                 | Lãng mạn                           | 7 tháng 6 năm 2019   | 1 giờ, 58 phút   | Tây Ban Nha        |
| Vụ giết người bí ẩn                                              | Hài Bí ẩn                          | 14 tháng 6 năm 2019  | 1 giờ, 37 phút   | Anh                |
| Beats                                                            | Chính kịch                         | 19 tháng 6 năm 2019  | 1 giờ, 50 phút   | Anh                |
| Nguy hiểm cận kề                                                 | Hành động                          | 12 tháng 7 năm 2019  | 1 giờ, 26 phút   | Anh                |
| Nỗi ám ảnh thầm kín                                              | Giật gân                           | 18 tháng 7 năm 2019  | 1 giờ, 37 phút   | Anh                |
| Khu nghỉ dưỡng Lặn Biển Đỏ                                       | Giật gân                           | 31 tháng 7 năm 2019  | 2 giờ, 10 phút   | Anh                |
| Hành trình của mẹ                                                | Hài                                | 2 tháng 8 năm 2019   | 1 giờ, 40 phút   | Anh                |
| Trái tim hỡi, tôi nên đi đâu?                                    | Chính kịch                         | 9 tháng 8 năm 2019   | 1 giờ, 46 phút   | Hindi              |
| Anh em sinh sáu                                                  | Hài                                | 16 tháng 8 năm 2019  | 1 giờ, 39 phút   | Anh                |
| Xây đắp tình yêu                                                 | Lãng mạn/Hài                       | 29 tháng 8 năm 2019  | 1 giờ, 37 phút   | Anh                |
| Trở lại trường xưa                                               | Hài                                | 30 tháng 8 năm 2019  | 1 giờ, 23 phút   | Pháp               |
| Chân dài                                                         | Chính kịch/Hài                     | 13 tháng 9 năm 2019  | 1 giờ, 42 phút   | Anh                |
| Giữa khóm dương xỉ: Bản điện ảnh                                 | Hài                                | 20 tháng 9 năm 2019  | 1 giờ, 22 phút   | Anh                |
| Dưới bóng trăng                                                  | Giật gân                           | 27 tháng 9 năm 2019  | 1 giờ, 55 phút   | Anh                |
| Giữa bụi cỏ cao                                                  | Kinh dị                            | 4 tháng 10 năm 2019  | 1 giờ, 41 phút   | Anh                |
| El Camino: Phim hậu bản của "Tập làm người xấu"                  | Tội phạm                           | 11 tháng 10 năm 2019 | 2 giờ, 2 phút    | Anh                |
| Rạn vỡ                                                           | Giật gân                           | 11 tháng 10 năm 2019 | 1 giờ, 40 phút   | Anh                |
| Tiếng thét trong khu rừng thiếu vắng tình yêu                    | Chính kịch                         | 11 tháng 10 năm 2019 | 2 giờ, 31 phút   | Nhật               |
| Những cậu bé vùng ngoại ô                                        | Chính kịch                         | 12 tháng 10 năm 2019 | 1 giờ, 36 phút   | Pháp               |
| Eli                                                              | Kinh dị                            | 18 tháng 10 năm 2019 | 1 giờ, 38 phút   | Anh                |
| Mười bảy                                                         | Chính kịch/Hài                     | 18 tháng 10 năm 2019 | 1 giờ, 39 phút   | Tây Ban Nha        |
| Rửa tiền: Bê bối tài liệu Panama                                 | Chính kịch/Hài                     | 18 tháng 10 năm 2019 | 1 giờ, 38 phút   | Anh                |
| Giấc mơ khởi nghiệp                                              | Chính kịch                         | 18 tháng 10 năm 2019 | 1 giờ, 52 phút   | Hindi              |
| Tên tôi là Dolemite                                              | Tiểu sử                            | 25 tháng 10 năm 2019 | 1 giờ, 58 phút   | Anh                |
| Rắn đuôi chuông                                                  | Kinh dị                            | 25 tháng 10 năm 2019 | 1 giờ, 25 phút   | Anh                |
| Quốc vương                                                       | Historical drama                   | 1 tháng 11 năm 2019  | 2 giờ, 20 phút   | Anh                |
| Người con đất Mỹ                                                 | Chính kịch                         | 1 tháng 11 năm 2019  | 1 giờ, 30 phút   | Anh                |
| Phi vụ tốc độ                                                    | Hành động                          | 1 tháng 11 năm 2019  | 2 giờ, 27 phút   | Hindi              |
| Nghỉ lễ nơi hoang dã                                             | Phiêu lưu/Lãng mạn                 | 1 tháng 11 năm 2019  | 1 giờ, 25 phút   | Anh                |
| Hãy để tuyết rơi                                                 | Lãng mạn/Hài                       | 8 tháng 11 năm 2019  | 1 giờ, 32 phút   | Anh                |
| Cánh chim nơi địa chấn                                           | Bí ẩn                              | 15 tháng 11 năm 2019 | 1 giờ, 47 phút   | Anh                |
| Cấm túc tự nguyện                                                | Hài                                | 15 tháng 11 năm 2019 | 1 giờ, 44 phút   | Hindi              |
| Klaus: Câu chuyện Giáng sinh                                     | Hoạt hình/Giáng sinh/Hài/Phiêu lưu | 15 tháng 11 năm 2019 | 1 giờ, 37 phút   | Anh                |
| Hiệp sĩ Giáng sinh                                               | Lãng mạn/Hài                       | 21 tháng 11 năm 2019 | 1 giờ, 32 phút   | Anh                |
| Người đàn ông Ireland                                            | Tội phạm                           | 27 tháng 11 năm 2019 | 3 hours, 29 phút | Anh                |
| Giáng Sinh của Rush                                              | Gia đình                           | 28 tháng 11 năm 2019 | 1 giờ, 34 phút   | Anh                |
| Phi vụ học đường                                                 | Giật gân                           | 1 tháng 12 năm 2019  | 1 giờ, 34 phút   | Filipino           |
| Hoàng tử Giáng Sinh: Em bé hoàng gia                             | Lãng mạn/Hài                       | 5 tháng 12 năm 2019  | 1 giờ, 25 phút   | Anh                |
| Câu chuyện hôn nhân                                              | Chính kịch                         | 6 tháng 12 năm 2019  | 2 giờ, 16 phút   | Anh                |
| 6 Underground – Đại chiến thế giới ngầm                          | Hành động                          | 13 tháng 12 năm 2019 | 2 giờ, 8 phút    | Anh                |
| Hai vị Giáo hoàng                                                | Chính kịch                         | 20 tháng 12 năm 2019 | 2 giờ, 5 phút    | Anh                |
| Rơi từ thiên đàng                                                | Ca nhạc                            | 24 tháng 12 năm 2019 | 1 giờ, 57 phút   | Tây Ban Nha        |
| Ứng dụng tình yêu                                                | Khoa học viễn tưởng/Chính kịch     | 26 tháng 12 năm 2019 | 1 giờ, 19 phút   | Ý                  |
| 2020                                                             |                                    |                      |                  |                    |
| Những câu chuyện ma ám                                           | Kinh dị/Anthology                  | 1 tháng 1 năm 2020   | 2 giờ, 24 phút   | Hindi              |
| Niềm tin tan vỡ                                                  | Giật gân                           | 17 tháng 1 năm 2020  | 2 giờ            | Anh                |
| Chế độ máy bay                                                   | Hài                                | 23 tháng 1 năm 2020  | 1 giờ, 36 phút   | Bồ Đào Nha         |
| Cô gái cùng bầy ngựa                                             | Chính kịch                         | 7 tháng 2 năm 2020   | 1 giờ, 44 phút   | Anh                |
| Những chàng trai năm ấy – Tái bút: Em vẫn yêu anh                | Lãng mạn/Hài                       | 12 tháng 2 năm 2020  | 1 giờ, 42 phút   | Anh                |
| Isi & Ossi                                                       | Lãng mạn/Hài                       | 14 tháng 2 năm 2020  | 1 giờ, 53 phút   | Đức                |
| Di nguyện của cha                                                | Giật gân                           | 21 tháng 2 năm 2020  | 1 giờ, 55 phút   | Anh                |
| Điệu ballet Mumbai                                               | Chính kịch                         | 21 tháng 2 năm 2020  | 1 giờ, 57 phút   | Hindi              |
| Những ngày tươi đẹp                                              | Lãng mạn                           | 28 tháng 2 năm 2020  | 1 giờ, 48 phút   | Anh                |
| Ai là kẻ có tội?                                                 | Giật gân                           | 6 tháng 3 năm 2020   | 1 giờ, 59 phút   | Hindi              |
| Công lý của Spenser                                              | Hành động                          | 6 tháng 3 năm 2020   | 1 giờ, 51 phút   | Anh                |
| Những cô nàng lạc lối                                            | Tội phạm                           | 13 tháng 3 năm 2020  | 1 giờ, 35 phút   | Anh                |
| Linh hồn đổi xác: Hoạt hình                                      | Anime/Khoa học viễn tưởng          | 19 tháng 3 năm 2020  | 1 giờ, 14 phút   | Nhật               |
| Ultras: Cổ động viên cuồng nhiệt                                 | Thể thao                           | 20 tháng 3 năm 2020  | 1 giờ, 48 phút   | Ý                  |
| Chìa khóa về nhà tôi                                             | Giật gân                           | 25 tháng 3 năm 2020  | 1 giờ, 43 phút   | Tây Ban Nha        |
| Ảo vọng ngôi sao                                                 | Lãng mạn/Hài                       | 27 tháng 3 năm 2020  | 1 giờ, 51 phút   | Hindi              |
| Ngày suy tàn                                                     | Giật gân                           | 27 tháng 3 năm 2020  | 1 giờ, 23 phút   | Pháp               |
| Ngọt đắng giọt vang                                              | Chính kịch                         | 27 tháng 3 năm 2020  | 1 giờ, 43 phút   | Anh                |
| Coffee & Kareem                                                  | Hành động                          | 3 tháng 4 năm 2020   | 1 giờ, 28 phút   | Anh                |
| Sự kiện chính                                                    | Hài                                | 10 tháng 4 năm 2020  | 1 giờ, 41 phút   | Anh                |
| Yêu. Cưới. Lặp lại.                                              | Lãng mạn/Hài                       | 10 tháng 4 năm 2020  | 1 giờ, 40 phút   | Anh                |
| Hổ Vĩ                                                            | Chính kịch                         | 10 tháng 4 năm 2020  | 1 giờ, 31 phút   | Anh                |
| Đất và máu                                                       | Hành động                          | 17 tháng 4 năm 2020  | 1 giờ, 20 phút   | Pháp               |
| Ảo vọng địa ốc                                                   | Châm biếm                          | 17 tháng 4 năm 2020  | 1 giờ, 34 phút   | Đức                |
| Sergio                                                           | Tiểu sử                            | 17 tháng 4 năm 2020  | 1 giờ, 58 phút   | Anh                |
| Gia đình Willoughby                                              | Hoạt hình/Hài/Phiêu lưu            | 22 tháng 4 năm 2020  | 1 giờ, 30 phút   | Anh                |
| Giờ săn đã điểm                                                  | Giật gân                           | 23 tháng 4 năm 2020  | 2 giờ, 14 phút   | Triều Tiên         |
| Tyler Rake: Nhiệm vụ giải cứu                                    | Hành động                          | 24 tháng 4 năm 2020  | 1 giờ, 57 phút   | Anh                |
| Lời nói dối nguy hiểm                                            | Giật gân                           | 30 tháng 4 năm 2020  | 1 giờ, 37 phút   | Anh                |
| Thiếu gia giả nghèo                                              | Lãng mạn/Hài                       | 30 tháng 4 năm 2020  | 1 giờ, 45 phút   | Bồ Đào Nha         |
| Ngày dài và một đêm                                              | Chính kịch                         | 1 tháng 5 năm 2020   | 2 giờ, 1 phút    | Anh                |
| Người vợ sát nhân                                                | Giật gân                           | 1 tháng 5 năm 2020   | 1 giờ, 46 phút   | Hindi              |
| Một nửa chân thành                                               | Lãng mạn                           | 1 tháng 5 năm 2020   | 1 giờ, 45 phút   | Anh                |
| Yêu nhầm Missy                                                   | Hài                                | 13 tháng 5 năm 2020  | 1 giờ, 30 phút   | Anh                |
| Yêu là tội                                                       | Lãng mạn/Hài                       | 22 tháng 5 năm 2020  | 1 giờ, 27 phút   | Anh                |
| Tôi không còn ở đây                                              | Chính kịch                         | 27 tháng 5 năm 2020  | 1 giờ, 45 phút   | Tây Ban Nha        |
| Linh cảm phá án                                                  | Giật gân                           | 28 tháng 5 năm 2020  | 1 giờ, 56 phút   | Tây Ban Nha        |
| Bóp nghẹt                                                        | Chính kịch                         | 5 tháng 6 năm 2020   | 1 giờ, 54 phút   | Hindi              |
| Tội ác cuối cùng                                                 | Tội phạm/Giật gân                  | 5 tháng 6 năm 2020   | 2 giờ, 29 phút   | Anh                |
| Năm chiến hữu                                                    | Chiến tranh                        | 12 tháng 6 năm 2020  | 2 giờ, 35 phút   | Anh                |
| Khi muốn khóc, tôi đeo mặt nạ mèo                                | Anime/Kỳ ảo                        | 18 tháng 6 năm 2020  | 1 giờ, 44 phút   | Nhật               |
| Đắm chìm trong nhịp điệu                                         | Gia đình/Chính kịch/Hài            | 19 tháng 6 năm 2020  | 1 giờ, 47 phút   | Anh                |
| Đạn lạc                                                          | Giật gân                           | 19 tháng 6 năm 2020  | 1 giờ, 32 phút   | Pháp               |
| Vé tàu tới tình yêu                                              | Lãng mạn                           | 19 tháng 6 năm 2020  | 1 giờ, 30 phút   | Thổ Nhĩ Kỳ         |
| Bulbbul                                                          | Kinh dị                            | 24 tháng 6 năm 2020  | 1 giờ, 34 phút   | Hindi              |
| Không ai biết tôi đang ở đây                                     | Chính kịch/Lãng mạn                | 24 tháng 6 năm 2020  | 1 giờ, 31 phút   | Tây Ban Nha        |
| Cuộc thi ca khúc truyền hình Eurovision: Câu chuyện về Fire Saga | Ca nhạc/Hài                        | 26 tháng 6 năm 2020  | 2 giờ, 3 phút    | Anh                |
| Dưới nắng vàng Riccione                                          | Chính kịch                         | 1 tháng 7 năm 2020   | 1 giờ, 41 phút   | Ý                  |
| Nguyện liều vì yêu                                               | Lãng mạn/Hài                       | 3 tháng 7 năm 2020   | 1 giờ, 46 phút   | Anh                |
| The Old Guard: Những chiến binh bất tử                           | Siêu anh hùng/Hành động            | 10 tháng 7 năm 2020  | 2 giờ, 4 phút    | Anh                |
| Trò chơi sở khanh                                                | Hài                                | 15 tháng 7 năm 2020  | 1 giờ, 28 phút   | Ý                  |
| Mối quan hệ tai họa                                              | Giật gân                           | 16 tháng 7 năm 2020  | 1 giờ, 29 phút   | Anh                |
| Bộ phim Đảo ấu trùng                                             | Hoạt hình                          | 23 tháng 7 năm 2020  | 1 giờ, 30 phút   | Anh                |
| Lễ vật kinh hoàng                                                | Giật gân                           | 24 tháng 7 năm 2020  | 2 giờ, 19 phút   | Tây Ban Nha        |
| Bốt hôn 2                                                        | Lãng mạn/Hài                       | 24 tháng 7 năm 2020  | 2 giờ, 11 phút   | Anh                |
| Độc thân thật sự                                                 | Hài                                | 31 tháng 7 năm 2020  | 1 giờ, 47 phút   | Anh                |
| Đơn độc trong đêm                                                | Giật gân                           | 31 tháng 7 năm 2020  | 2 giờ, 29 phút   | Hindi              |
| Vũ công cần mẫn                                                  | Hài                                | 7 tháng 8 năm 2020   | 1 giờ, 33 phút   | Anh                |
| Gunjan Saxena: Cô gái Kargil                                     | Chính kịch                         | 12 tháng 8 năm 2020  | 1 giờ, 52 phút   | Hindi              |
| Project Power: Dự án siêu năng lực                               | Siêu anh hùng                      | 14 tháng 8 năm 2020  | 1 giờ, 53 phút   | Anh                |
| Nhiệm vụ trông trẻ                                               | Hoạt hình/Siêu anh hùng            | 14 tháng 8 năm 2020  | 1 giờ, 29 phút   | Anh                |
| Thầy giáo phản công                                              | Chính kịch/Hài                     | 17 tháng 8 năm 2020  | 1 giờ, 41 phút   | Indonesia          |
| Tội ác gia đình                                                  | Tội phạm                           | 20 tháng 8 năm 2020  | 1 giờ, 39 phút   | Tây Ban Nha        |
| Phi vụ cuối của mẹ                                               | Hài                                | 21 tháng 8 năm 2020  | 1 giờ, 43 phút   | Anh                |
| Khóa 83                                                          | Chính kịch                         | 21 tháng 8 năm 2020  | 1 giờ, 38 phút   | Hindi              |
| Thế lực hắc ám                                                   | Giật gân                           | 21 tháng 8 năm 2020  | 1 giờ, 21 phút   | Tây Ban Nha        |
| Ngôi sao hy vọng của Amber                                       | Chính kịch                         | 28 tháng 8 năm 2020  | 1 giờ, 33 phút   | Anh                |
| Nguồn gốc bí mật                                                 | Giật gân                           | 28 tháng 8 năm 2020  | 1 giờ, 36 phút   | Tây Ban Nha        |
| Dị năng – Trong mỗi chúng ta                                     | Chính kịch                         | 2 tháng 9 năm 2020   | 1 giờ, 32 phút   | Đức                |
| Tình yêu có bảo đảm                                              | Lãng mạn/Hài                       | 3 tháng 9 năm 2020   | 1 giờ, 31 phút   | Anh                |
| Có chăng nên chấm dứt                                            | Giật gân                           | 4 tháng 9 năm 2020   | 2 giờ, 14 phút   | Anh                |
| Cô giữ trẻ: Nữ hoàng sát nhân                                    | Hài/Kinh dị                        | 10 tháng 9 năm 2020  | 1 giờ, 42 phút   | Anh                |
| Cần tìm bố                                                       | Gia đình                           | 11 tháng 9 năm 2020  | 1 giờ, 42 phút   | Tây Ban Nha        |
| Vùng đất bị ruồng bỏ                                             | Giật gân                           | 16 tháng 9 năm 2020  | 2 giờ, 18 phút   | Anh                |
| Liều thuốc đắng                                                  | Giật gân                           | 16 tháng 9 năm 2020  | 1 giờs, 34 phút  | Tây Ban Nha        |
| Dolly Kitty và những vì sao lấp lánh                             | Chính kịch                         | 18 tháng 9 năm 2020  | 2 giờ            | Hindi              |
| Quỵ lụy vì yêu                                                   | Lãng mạn/Hài                       | 18 tháng 9 năm 2020  | 1 giờ, 37 phút   | Indonesia          |
| Các chàng trai trong hội                                         | Chính kịch                         | 30 tháng 9 năm 2020  | 2 giờ, 1 phút    | Anh                |
| Tất cả là vì em                                                  | Hành động                          | 1 tháng 10 năm 2020  | 1 giờ, 41 phút   | Malay              |
| Òlòtūré                                                          | Tội phạm                           | 2 tháng 10 năm 2020  | 1 giờ, 46 phút   | Anh                |
| Những con người đứng đắn                                         | Chính kịch                         | 2 tháng 10 năm 2020  | 1 giờ, 54 phút   | Hindi              |
| Liên kết ma quái                                                 | Chính kịch                         | 2 tháng 10 năm 2020  | 1 giờ, 33 phút   | Ý                  |
| Ma cà rồng ở quận Bronx                                          | Kinh dị/Hài                        | 2 tháng 10 năm 2020  | 1 giờ, 26 phút   | Anh                |
| Phi vụ làm bố                                                    | Lãng mạn/Hài                       | 2 tháng 10 năm 2020  | 1 giờ, 51 phút   | Tây Ban Nha        |
| Halloween của Hubie                                              | Hài                                | 7 tháng 10 năm 2020  | 1 giờ, 43 phút   | Anh                |
| Ginny và Sunny, cô dâu chú rể                                    | Lãng mạn/Hài                       | 9 tháng 10 năm 2020  | 2 giờ, 5 phút    | Hindi              |
| 40 tuổi làm rapper                                               | Hài                                | 9 tháng 10 năm 2020  | 2 giờ, 4 phút    | Anh                |
| Hướng dẫn săn quái vật                                           | Hài/Kỳ ảo/Gia đình                 | 15 tháng 10 năm 2020 | 1 giờ, 38 phút   | Anh                |
| Như cơn mưa rơi trên mặt đất                                     | Drama                              | 15 tháng 10 năm 2020 | 1 giờ, 26 phút   | Indonesia          |
| Phiên tòa Chicago 7                                              | Chính kịch                         | 16 tháng 10 năm 2020 | 2 giờ, 10 phút   | Anh                |
| Rebecca                                                          | Lãng mạn/Giật gân                  | 21 tháng 10 năm 2020 | 2 giờ, 3 phút    | Anh                |
| Khách sạn tử thi                                                 | Kinh dị                            | 22 tháng 10 năm 2020 | 1 giờ, 26 phút   | Na Uy              |
| Vươn tới cung trăng                                              | Hoạt hình/Ca nhạc/Phiêu lưu        | 23 tháng 10 năm 2020 | 1 giờ, 35 phút   | Anh                |
| Hẹn hò ngày lễ                                                   | Lãng mạn/Hài/Giáng sinh            | 28 tháng 10 năm 2020 | 1 giờ, 44 phút   | Anh                |
| Không ai ngủ trong rừng đêm nay                                  | Kinh dị                            | 28 tháng 10 năm 2020 | 1 giờ, 43 phút   | Ba Lan             |
| Nhà của hắn                                                      | Giật gân                           | 30 tháng 10 năm 2020 | 1 giờ, 33 phút   | Anh                |
| Giếng đen                                                        | Bí ẩn                              | 30 tháng 10 năm 2020 | 1 giờ, 30 phút   | Hindi              |
| Thành phố băng đảng                                              | Tội phạm                           | 30 tháng 10 năm 2020 | 1 giờ, 56 phút   | Pháp               |
| Ngày của Chúa                                                    | Chính kịch                         | 30 tháng 10 năm 2020 | 1 giờ, 33 phút   | Tây Ban Nha        |
| Chiến dịch thả quà Giáng sinh                                    | Lãng mạn/Hài                       | 5 tháng 11 năm 2020  | 1 giờ, 36 phút   | Anh                |
| Lời tố cáo của Moremi                                            | Chính kịch                         | 6 tháng 11 năm 2020  | 2 giờ, 31 phút   | Anh                |
| Điều hai ta mong muốn                                            | Chính kịch                         | 11 tháng 11 năm 2020 | 1 giờ, 33 phút   | Đức                |
| Ludo: Bốn câu chuyện                                             | Anthology/Hài                      | 12 tháng 11 năm 2020 | 2 giờ, 29 phút   | Hindi              |
| Jingle Jangle: Hành trình Giáng sinh                             | Gia đình/Giáng sinh/Ca nhạc        | 13 tháng 11 năm 2020 | 1 giờ, 59 phút   | Anh                |
| Cuộc đời phía trước                                              | Chính kịch                         | 13 tháng 11 năm 2020 | 1 giờ, 35 phút   | Ý                  |
| Công chúa thế vai: Hoán đổi lần nữa                              | Lãng mạn/Hài                       | 19 tháng 11 năm 2020 | 1 giờ, 37 phút   | Anh                |
| Dolly Parton: Giáng sinh trên quảng trường                       | Giáng sinh/Ca nhạc                 | 22 tháng 11 năm 2020 | 1 giờ, 38 phút   | Anh                |
| Khúc bi ca từ nguồn cội                                          | Chính kịch                         | 24 tháng 11 năm 2020 | 1 giờ, 57 phút   | Anh                |
| Cuốn sổ của Tomy                                                 | Chính kịch                         | 24 tháng 11 năm 2020 | 1 giờ, 23 phút   | Tây Ban Nha        |
| Biên niên sử Giáng Sinh: Phần hai                                | Giáng sinh/Hài                     | 25 tháng 11 năm 2020 | 1 giờ, 55 phút   | Anh                |
| Quái thú tìm con                                                 | Chính kịch                         | 27 tháng 11 năm 2020 | 1 giờ, 39 phút   | Ý                  |
| Cuộc gọi                                                         | Chính kịch                         | 27 tháng 11 năm 2020 | 1 giờ, 52 phút   | Triều Tiên         |
| Kiếm tìm Agnes                                                   | Chính kịch                         | 30 tháng 11 năm 2020 | 1 giờ, 45 phút   | Filipino           |
| Lại thêm một Giáng sinh                                          | Hài                                | 3 tháng 12 năm 2020  | 1 giờ, 41 phút   | Bồ Đào Nha         |
| Giáng sinh giữa làn đạn                                          | Giật gân                           | 4 tháng 12 năm 2020  | 1 giờ, 46 phút   | Đức                |
| Leyla bất tử                                                     | Hài                                | 4 tháng 12 năm 2020  | 1 giờ, 52 phút   | Thổ Nhĩ Kỳ         |
| Mank                                                             | Tiểu sử                            | 4 tháng 12 năm 2020  | 2 giờ, 12 phút   | Anh                |
| The Claus Family                                                 | Kỳ ảo                              | 7 tháng 12 năm 2020  | 1 giờ, 36 phút   | Hà Lan             |
| Đảo Hoa hồng                                                     | Hài                                | 9 tháng 12 năm 2020  | 1 giờ, 57 phút   | Ý                  |
| The Prom: Vũ hội tốt nghiệp                                      | Ca nhạc                            | 11 tháng 12 năm 2020 | 2 giờ, 12 phút   | Anh                |
| Giáng sinh ở California                                          | Lãng mạn/Hài                       | 14 tháng 12 năm 2020 | 1 giờ, 47 phút   | Anh                |
| Điệu blues của Ma Rainey                                         | Chính kịch                         | 18 tháng 12 năm 2020 | 1 giờ, 34 phút   | Anh                |
| Lấp lánh trời đêm                                                | Khoa học viễn tưởng                | 23 tháng 12 năm 2020 | 1 giờ, 58 phút   | Anh                |
| AK vs AK                                                         | Giật gân                           | 24 tháng 12 năm 2020 | 1 giờ, 48 phút   | Hindi              |
| Cùng làm anh hùng                                                | Siêu anh hùng                      | 25 tháng 12 năm 2020 | 1 giờ, 40 phút   | Anh                |

## Phim tài liệu
| Tên | Phát hành            | Thời lượng      | Ngôn ngữ            |
| 2015 | 2015                 | 2015            | 2015                |
| --- | -------------------- | --------------- | ------------------- |
| Tôi đủ đàn ông                                                                                           | 6 tháng 3 năm 2015   | 1 giờ, 21 phút  | Anh                 |
| Người còn lại: Chuyến đi dài và kỳ lạ của Bob Weir                                                       | 22 tháng 5 năm 2015  | 1 giờ, 23 phút  | Anh                 |
| Cần tuyển chân dài                                                                                       | 29 tháng 5 năm 2015  | 1 giờ, 24 phút  | Anh                 |
| Góc khuất cuộc đời nữ danh ca                                                                            | 26 tháng 6 năm 2015  | 1 giờ, 24 phút  | Anh                 |
| Tig | 17 tháng 7 năm 2015  | 1 giờ, 20 phút  | Anh                 |
| Keith Richards: Ảnh hưởng                                                                                | 18 tháng 9 năm 2015  | 1 giờ, 21 phút  | Anh                 |
| Mùa đông khói lửa: Ukraine chiến đấu vì tự do                                                            | 9 tháng 10 năm 2015  | 1 giờ, 31 phút  | Anh/Ukrainia/Nga    |
| 2016 |                      |                 |                     |
| Khối óc xinh đẹp tội nghiệp của tôi                                                                      | 18 tháng 3 năm 2016  | 1 giờ, 31 phút  | Anh                 |
| Đội Foxcatcher                                                                                           | 29 tháng 4 năm 2016  | 1 giờ, 30 phút  | Anh/Nga             |
| Tôi không phải người bạn tôn thờ                                                                         | 15 tháng 7 năm 2016  | 1 giờ, 56 phút  | Anh                 |
| Tôi sẽ ngủ khi tôi chết                                                                                  | 19 tháng 8 năm 2016  | 1 giờ, 19 phút  | Anh                 |
| Lựa chọn cuối đời                                                                                        | 13 tháng 9 năm 2016  | 24 phút         | Anh                 |
| Những anh hùng mũ trắng                                                                                  | 16 tháng 9 năm 2016  | 40 phút         | Anh                 |
| Audrie & Daisy                                                                                           | 23 tháng 9 năm 2016  | 1 giờ, 38 phút  | Anh                 |
| Amanda Knox                                                                                              | 30 tháng 9 năm 2016  | 1 giờ, 32 phút  | Anh                 |
| Lần sửa đổi thứ 13                                                                                       | 7 tháng 10 năm 2016  | 1 giờ, 40 phút  | Anh                 |
| Thang bắc lên trời: Nghệ thuật của Thái Quốc Cường                                                       | 14 tháng 10 năm 2016 | 1 giờ, 19 phút  | Anh/Quan thoại      |
| Into the Inferno                                                                                         | 28 tháng 10 năm 2016 | 1 giờ, 47 phút  | Anh                 |
| Cuộc chiến ngà voi                                                                                       | 4 tháng 11 năm 2016  | 1 giờ, 52 phút  | Anh                 |
| 2017 |                      |                 |                     |
| Bí mật vụ án JonBenet                                                                                    | 28 tháng 4 năm 2017  | 1 giờ, 20 phút  | Anh                 |
| Thế hệ sao Hỏa                                                                                           | 5 tháng 5 năm 2017   | 1 giờ, 37 phút  | Anh                 |
| Gọi cho tôi Roger Stone                                                                                  | 12 tháng 5 năm 2017  | 1 giờ, 41 phút  | Anh                 |
| Laerte Coutinho: Sống thật với bản thân                                                                  | 19 tháng 5 năm 2017  | 1 giờ, 40 phút  | Bồ Đào Nha          |
| Joshua: Thiếu niên chống lại Siêu cường                                                                  | 26 tháng 5 năm 2017  | 1 giờ, 18 phút  | Anh                 |
| Trả đòn                                                                                                  | 16 tháng 6 năm 2017  | 1 giờ, 31 phút  | Anh                 |
| Không ai lên tiếng: Vụ kiện về quyền tự do báo chí                                                       | 23 tháng 6 năm 2017  | 1 giờ, 35 phút  | Anh                 |
| Đi tìm san hô                                                                                            | 14 tháng 7 năm 2017  | 1 giờ, 29 phút  | Anh                 |
| Bóng ma Doping                                                                                           | 4 tháng 8 năm 2017   | 2 giờ           | Anh                 |
| Resurface                                                                                                | 1 tháng 9 năm 2017   | 27 phút         | Anh                 |
| Các nữ anh hùng đấu tranh với bạch phiến                                                                 | 12 tháng 9 năm 2017  | 39 phút         | Anh                 |
| Strong Island                                                                                            | 15 tháng 9 năm 2017  | 1 giờ, 47 phút  | Anh                 |
| Gaga: 155 cm                                                                                             | 22 tháng 9 năm 2017  | 1 giờ, 40 phút  | Anh                 |
| Cơ hội xa vời                                                                                            | 29 tháng 9 năm 2017  | 40 phút         | Anh                 |
| Cuộc đời và cái chết của Marsha P. Johnson                                                               | 6 tháng 10 năm 2017  | 1 giờ, 45 phút  | Anh                 |
| Thế giới của chúng tôi                                                                                   | 13 tháng 10 năm 2017 | 1 giờ, 49 phút  | Anh                 |
| Một người trong chúng ta                                                                                 | 20 tháng 10 năm 2017 | 1 giờ, 35 phút  | Anh                 |
| Joan Didion: Trung tâm sẽ tan vỡ                                                                         | 27 tháng 10 năm 2017 | 1 giờ, 38 phút  | Anh                 |
| Jim & Andy: The Great Beyond – Featuring a Very Special, Contractually Obligated Mention of Tony Clifton | 17 tháng 11 năm 2017 | 1 giờ, 34 phút  | Anh                 |
| Cứu lấy chủ nghĩa tư bản                                                                                 | 21 tháng 11 năm 2017 | 1 giờ, 13 phút  | Anh                 |
| Cuba and the Cameraman                                                                                   | 24 tháng 11 năm 2017 | 1 giờ, 54 phút  | Anh                 |
| Voyeur                                                                                                   | 1 tháng 12 năm 2017  | 1 giờ, 35 phút  | Anh                 |
| 2018 |                      |                 |                     |
| Gloria Allred: Luật sư vì nữ quyền                                                                       | 9 tháng 2 năm 2018   | 1 giờ, 35 phút  | Anh                 |
| Thương nhân                                                                                              | 9 tháng 2 năm 2018   | 23 phút         | Georgia             |
| Deepika Kumari: Câu chuyện về nữ cung thủ                                                                | 8 tháng 3 năm 2018   | 39 phút         | Anh/Hindi           |
| Take Your Pills                                                                                          | 16 tháng 3 năm 2018  | 1 giờ, 27 phút  | Anh                 |
| Ram Dass, trở về nhà                                                                                     | 6 tháng 4 năm 2018   | 31 phút         | Anh                 |
| Mercury 13                                                                                               | 20 tháng 4 năm 2018  | 1 giờ, 19 phút  | Anh                 |
| Câu chuyện trắng đen của Rachel Dolezal                                                                  | 27 tháng 4 năm 2018  | 1 giờ, 44 phút  | Anh                 |
| Cuộc chơi cuối đời                                                                                       | 4 tháng 5 năm 2018   | 40 phút         | Anh                 |
| Nỗ lực cai nghiện                                                                                        | 29 tháng 6 năm 2018  | 1 giờ, 29 phút  | Anh                 |
| The Bleeding Edge                                                                                        | 27 tháng 7 năm 2018  | 1 giờ, 40 phút  | Anh                 |
| Zion | 10 tháng 8 năm 2018  | 11 phút         | Anh                 |
| City of Joy                                                                                              | 7 tháng 9 năm 2018   | 1 giờ, 16 phút  | Anh                 |
| Reversing Roe                                                                                            | 13 tháng 9 năm 2018  | 1 giờ, 39 phút  | Anh                 |
| Quincy                                                                                                   | 21 tháng 9 năm 2018  | 2 giờ, 4 phút   | Anh                 |
| Hai xứ Catalan                                                                                           | 28 tháng 9 năm 2018  | 1 giờ, 56 phút  | Tây Ban Nha/Catalan |
| Lessons from a School Shooting: Notes from Dunblane                                                      | 28 tháng 9 năm 2018  | 23 phút         | Anh                 |
| Feminists: What Were They Thinking?                                                                      | 12 tháng 10 năm 2018 | 1 giờ, 26 phút  | Anh                 |
| Tái hiện: Ai đã bắn Bob Marley                                                                           | 12 tháng 10 năm 2018 | 57 phút         | Anh                 |
| Shirkers: Bộ phim bị đánh cắp                                                                            | 26 tháng 10 năm 2018 | 1 giờ, 37 phút  | Anh                 |
| Họ sẽ yêu tôi khi tôi chết                                                                               | 2 tháng 11 năm 2018  | 1 giờ, 38 phút  | Anh                 |
| Tái hiện: Nixon và người đàn ông áo đen                                                                  | 2 tháng 11 năm 2018  | 58 phút         | Anh                 |
| Cái bẫy của sự nổi tiếng                                                                                 | 7 tháng 12 năm 2018  | 1 giờ, 38 phút  | Anh                 |
| Tái hiện: Ai giết Jam Master Jay?                                                                        | 7 tháng 12 năm 2018  | 58 phút         | Anh                 |
| Giấc mơ Mỹ – Một, từ nhiều                                                                               | 12 tháng 12 năm 2018 | 34 phút         | Anh                 |
| Đấu tranh: Cuộc đời và tác phẩm bị thất lạc của Szukalski                                                | 21 tháng 12 năm 2018 | 1 giờ, 45 phút  | Anh                 |
| 2019 |                      |                 |                     |
| Tái hiện: Thảm sát ở sân vận động                                                                        | 11 tháng 1 năm 2019  | 1 giờ, 4 phút   | Anh                 |
| Fyre: bữa tiệc đáng thất vọng                                                                            | 18 tháng 1 năm 2019  | 1 giờ, 37 phút  | Anh                 |
| Tái hiện: Hai lần sát hại Sam Cooke                                                                      | 8 tháng 2 năm 2019   | 1 giờ, 4 phút   | Anh                 |
| Cuộc cách mạng kinh nguyệt                                                                               | 12 tháng 2 năm 2019  | 26 phút         | Hindi               |
| Antoine Griezmann: Làm nên một huyền thoại                                                               | 21 tháng 3 năm 2019  | 1 giờ           | Pháp                |
| Tái hiện: Vụ thảm sát nhóm Miami Showband                                                                | 22 tháng 3 năm 2019  | 1 giờ, 10 phút  | Anh                 |
| Truyền thuyết đảo Cocaine                                                                                | 29 tháng 3 năm 2019  | 1 giờ, 27 phút  | Anh                 |
| Homecoming: Phim của Beyoncé                                                                             | 17 tháng 4 năm 2019  | 2 giờ, 17 phút  | Anh                 |
| Brené Brown: Tiếng gọi dũng khí                                                                          | 19 tháng 4 năm 2019  | 1 giờ, 16 phút  | Anh                 |
| Nước Mỹ và cần sa                                                                                        | 20 tháng 4 năm 2019  | 1 giờ, 37 phút  | Anh                 |
| Tái hiện: Ác quỷ ở ngã tư đường                                                                          | 26 tháng 4 năm 2019  | 48 phút         | Anh                 |
| Nữ giới tranh cử                                                                                         | 1 tháng 5 năm 2019   | 1 giờ, 27 phút  | Anh                 |
| Đây là gia đình tôi                                                                                      | 3 tháng 5 năm 2019   | 39 phút         | Anh                 |
| Tái hiện: Phần dành cho sư tử                                                                            | 17 tháng 5 năm 2019  | 1 giờ, 24 phút  | Anh                 |
| Chuyện hai nhà bếp                                                                                       | 22 tháng 5 năm 2019  | 30 phút         | Tây Ban Nha         |
| Sau cơn bão Maria                                                                                        | 24 tháng 5 năm 2019  | 37 phút         | Anh                 |
| Huyền thoại Clarence Avant                                                                               | 7 tháng 6 năm 2019   | 1 giờ, 58 phút  | Anh                 |
| Rolling Thunder Revue: Câu chuyện của Bob Dylan kể bởi Martin Scorsese                                   | 12 tháng 6 năm 2019  | 2 giờ, 22 phút  | Anh                 |
| Những đứa trẻ từ bỏ cuộc sống                                                                            | 14 tháng 6 năm 2019  | 40 phút         | Anh                 |
| Bên bờ dân chủ                                                                                           | 19 tháng 6 năm 2019  | 2 giờ, 1 phút   | Bồ Đào Nha          |
| Nhóm nhạc Parchís: Phim tài liệu                                                                         | 10 tháng 7 năm 2019  | 1 giờ, 46 phút  | Tây Ban Nha         |
| Cambridge Analytica: Bê bối dữ liệu                                                                      | 24 tháng 7 năm 2019  | 1 giờ, 54 phút  | Anh                 |
| Thế giới Anime                                                                                           | 5 tháng 8 năm 2019   | 58 phút         | Anh                 |
| Công xưởng Hoa Kỳ                                                                                        | 21 tháng 8 năm 2019  | 1 giờ, 50 phút  | Anh                 |
| Travis Scott: Mẹ nhìn xem, con bay được này                                                              | 28 tháng 8 năm 2019  | 1 giờ, 25 phút  | Anh                 |
| Evelyn                                                                                                   | 10 tháng 9 năm 2019  | 1 giờ, 36 phút  | Anh                 |
| Chelsea và đặc quyền của người da trắng                                                                  | 13 tháng 9 năm 2019  | 1 giờ, 4 phút   | Anh                 |
| Los Tigres del Norte at Folsom Prison                                                                    | 15 tháng 9 năm 2019  | 1 giờ, 4 phút   | Tây Ban Nha         |
| Những người yêu chim                                                                                     | 25 tháng 9 năm 2019  | 37 phút         | Tây Ban Nha         |
| Những bóng ma vùng Sugar Land                                                                            | 16 tháng 10 năm 2019 | 21 phút         | Anh                 |
| Tìm lại chính mình                                                                                       | 18 tháng 10 năm 2019 | 1 giờ, 25 phút  | Anh                 |
| Vũ điệu của loài chim                                                                                    | 23 tháng 10 năm 2019 | 51 phút         | Anh                 |
| Wynn Handman – Cuồng si sân khấu                                                                         | 25 tháng 10 năm 2019 | 2 giờ, 6 phút   | Anh                 |
| Cái ôm 3 phút                                                                                            | 28 tháng 10 năm 2019 | 28 phút         | Tây Ban Nha         |
| Cô nàng Sumo                                                                                             | 28 tháng 10 năm 2019 | 19 phút         | Nhật                |
| Hỏa hoạn tại Paradise                                                                                    | 1 tháng 11 năm 2019  | 39 phút         | Anh                 |
| Bikram: Từ bậc thầy Yoga đến tội phạm tình dục                                                           | 20 tháng 11 năm 2019 | 1 giờ, 26 phút  | Anh                 |
| Lorena: Cô gái điền kinh                                                                                 | 20 tháng 11 năm 2019 | 28 phút         | Tây Ban Nha         |
| Sau cuộc vây bắt                                                                                         | 19 tháng 12 năm 2019 | 25 phút         | Tây Ban Nha         |
| Cuộc đời Pepe Mujica                                                                                     | 27 tháng 12 năm 2019 | 1 giờ, 13 phút  | Tây Ban Nha         |
| 2020 |                      |                 |                     |
| Miss Americana                                                                                           | 31 tháng 1 năm 2020  | 1 giờ, 25 phút  | Anh                 |
| Cuộc đời tốc độ: Câu chuyện về Juan Manuel Fangio                                                        | 20 tháng 3 năm 2020  | 1 giờ, 32 phút  | Tây Ban Nha         |
| Trại hè tật nguyền: Tàn nhưng không phế                                                                  | 25 tháng 3 năm 2020  | 1 giờ, 48 phút  | Anh                 |
| Văn hóa Chicano ở LA                                                                                     | 10 tháng 4 năm 2020  | 1 giờ, 32 phút  | Anh                 |
| Nhà sách đồng tính                                                                                       | 22 tháng 4 năm 2020  | 1 giờ, 26 phút  | Anh                 |
| Tình yêu bí mật                                                                                          | 29 tháng 4 năm 2020  | 1 giờ, 22 phút  | Anh                 |
| Từ án mạng đến khoan hồng: Câu chuyện Cyntoia Brown                                                      | 29 tháng 4 năm 2020  | 1 giờ, 37 phút  | Anh                 |
| Becoming: Chất Michelle                                                                                  | 6 tháng 5 năm 2020   | 1 giờ, 29 phút  | Anh                 |
| Ảo giác: Chuyến phiêu lưu vui vẻ                                                                         | 11 tháng 5 năm 2020  | 1 giờ, 25 phút  | Anh                 |
| Đánh vần ước mơ                                                                                          | 3 tháng 6 năm 2020   | 1 giờ, 23 phút  | Anh                 |
| BNK48: Một lần bấm máy                                                                                   | 18 tháng 6 năm 2020  | 1 giờ, 25 phút  | Thái                |
| Disclosure: Người chuyển giới trên màn ảnh Hollywood                                                     | 19 tháng 6 năm 2020  | 1 giờ, 47 phút  | Anh                 |
| Athlete A: Bê bối thể dục dụng cụ Mỹ                                                                     | 24 tháng 6 năm 2020  | 1 giờ, 44 phút  | Anh                 |
| Huyền thoại Walter Mercado: Yêu nhiều nhiều                                                              | 8 tháng 7 năm 2020   | 1 giờ, 36 phút  | Anh                 |
| Câu lạc bộ Claudia Kishi                                                                                 | 10 tháng 7 năm 2020  | 17 phút         | Anh                 |
| Chúng ta là một                                                                                          | 14 tháng 7 năm 2020  | 1 giờ, 26 phút  | Pháp                |
| Người cha, người lính, người con                                                                         | 17 tháng 7 năm 2020  | 1 giờ, 40 phút  | Anh                 |
| Rubik siêu tốc                                                                                           | 29 tháng 7 năm 2020  | 40 phút         | Anh                 |
| Anelka: Hiểu lầm                                                                                         | 5 tháng 8 năm 2020   | 1 giờ, 34 phút  | Pháp                |
| John từng tìm cách liên lạc người ngoài hành tinh                                                        | 20 tháng 8 năm 2020  | 16 phút         | Anh                 |
| Phượng hoàng tung bay: Tinh thần Paralympic                                                              | 26 tháng 8 năm 2020  | 1 giờ, 46 phút  | Anh                 |
| Cô giáo bạch tuộc                                                                                        | 7 tháng 9 năm 2020   | 1 giờ, 25 phút  | Anh                 |
| Song đề xã hội                                                                                           | 9 tháng 9 năm 2020   | 1 giờ, 34 phút  | Anh                 |
| Đóng băng hy vọng: Cơ hội sống lần hai                                                                   | 15 tháng 9 năm 2020  | 1 giờ, 20 phút  | Thái                |
| Gims | 17 tháng 9 năm 2020  | 1 giờ, 36 phút  | Pháp                |
| Bài ca dành tặng Latasha                                                                                 | 21 tháng 9 năm 2020  | 19 phút         | Anh                 |
| Án mạng nước Mỹ: Gia đình hàng xóm                                                                       | 30 tháng 9 năm 2020  | 1 giờ, 22 phút  | Anh                 |
| Dick Johnson đã chết                                                                                     | 2 tháng 10 năm 2020  | 1 giờ, 30 phút  | Anh                 |
| David Attenborough: Một cuộc đời trên Trái Đất                                                           | 4 tháng 10 năm 2020  | 1 giờ, 23 phút  | Anh                 |
| Bigflo & Oli: Hiện tượng Hip Hop                                                                         | 8 tháng 10 năm 2020  | 1 giờ, 40 phút  | Pháp                |
| Blackpink: Thắp sáng bầu trời                                                                            | 14 tháng 10 năm 2020 | 1 giờ, 19 phút  | Triều Tiên          |
| Ba lần chết của Marisela Escobedo                                                                        | 14 tháng 10 năm 2020 | 1 giờ, 49 phút  | Tây Ban Nha         |
| Tất cả vì Roona                                                                                          | 15 tháng 10 năm 2020 | 41 phút         | Bengali             |
| Guillermo Vilas: Huyền thoại quần vợt                                                                    | 27 tháng 10 năm 2020 | 1 giờ, 34 phút  | Tây Ban Nha         |
| Bí mật các lăng mộ Saqqara                                                                               | 28 tháng 10 năm 2020 | 1 giờ, 54 phút  | Anh                 |
| Shawn Mendes: In Wonder                                                                                  | 23 tháng 11 năm 2020 | 1 giờ, 23 phút  | Anh                 |
| Giấc mơ khiêu vũ: Kẹp hạt dẻ sô-cô-la nóng                                                               | 27 tháng 11 năm 2020 | 1 giờ, 20 phút. | Anh                 |
| Emicida: AmarElo – Tất cả vì ngày hôm qua                                                                | 8 tháng 12 năm 2020  | 1 giờ, 29 phút  | Bồ Đào Nha          |
| Trao giọng nói                                                                                           | 11 tháng 12 năm 2020 | 1 giờ, 30 phút  | Anh                 |

## Chương trình đặc biệt
| Tên                                                                         | Thể loại                      | Phát hành            | Thời lượng     | Ngôn ngữ    |
| 2015                                                                        | 2015                          | 2015                 | 2015           | 2015        |
| --------------------------------------------------------------------------- | ----------------------------- | -------------------- | -------------- | ----------- |
| Giáng sinh kiểu Murray                                                      | Hài/Ca nhạc                   | 4, 2015              | 56 phút        | Anh         |
| 2016                                                                        |                               |                      |                |             |
| Justin Timberlake và The Tennessee Kids                                     | Hòa nhạc                      | 12 tháng 10 năm 2016 | 1 giờ, 30 phút | Anh         |
| 2017                                                                        |                               |                      |                |             |
| 13th: A Conversation with Oprah Winfrey & Ava DuVernay                      | Aftershow/Phỏng vấn           | 26 tháng 1 năm 2017  | 36 phút        | Anh         |
| Lễ tình nhân đặc biệt của Michael Bolton                                    | Tạp kỹ                        | 7 tháng 2 năm 2017   | 54 phút        | Anh         |
| Rodney King                                                                 | Độc diễn                      | 28 tháng 4 năm 2017  | 52 phút        | Anh         |
| Barbra: The Music... The Mem'ries... The Magic!                             | Hòa nhạc                      | 22 tháng 11 năm 2017 | 1 giờ, 48 phút | Anh         |
| 2018                                                                        |                               |                      |                |             |
| Derren Brown: Sacrifice                                                     | Tạp kỹ                        | 19 tháng 10 năm 2018 | 49 phút        | Anh         |
| Loudon Wainwright III: Cặp sinh đôi sống sót                                | Độc diễn                      | 13 tháng 11 năm 2018 | 1 giờ, 31 phút | Anh         |
| Giáng sinh của Angela                                                       | Hoạt hình                     | 30 tháng 11 năm 2018 | 30 phút        | Anh         |
| Springsteen trên sân khấu Broadway                                          | Độc diễn                      | 16 tháng 12 năm 2018 | 2 giờ, 33 phút | Anh         |
| The Last Hangover                                                           | Hài                           | 21 tháng 12 năm 2018 | 44 phút        | Bồ Đào Nha  |
| Chuyến lưu diễn Reputation của Taylor Swift                                 | Hòa nhạc                      | 31 tháng 12 năm 2018 | 2 giờ, 5 phút  | Anh         |
| 2019                                                                        |                               |                      |                |             |
| Tìm hiểu lịch sử của người da đen với Kevin Hart                            | Tạp kỹ                        | 8 tháng 2 năm 2019   | 1 giờ, 3 phút  | Anh         |
| Cùng cười trở lại: Ăn mừng cùng các ngôi sao                                | Tạp kỹ                        | 14 tháng 5 năm 2019  | 1 giờ          | Anh         |
| The Lonely Island: Chuyện vui về cặp đôi bóng chày                          | Hài/Ca nhạc                   | 23 tháng 5 năm 2019  | 30 phút        | Anh         |
| Anima                                                                       | Ca nhạc/Phim ngắn             | 27 tháng 6 năm 2019  | 15 phút        | Anh         |
| Quái vật của Quái vật của Frankenstein, Frankenstein                        | Mockumentary                  | 16 tháng 7 năm 2019  | 32 phút        | Anh         |
| Cuộc sống hiện đại của Rocko: Níu kéo thời đại                              | Hoạt hình/Hài                 | 9 tháng 8 năm 2019   | 45 phút        | Anh         |
| Zim – Kẻ xâm lược: Tiến vào Florpus                                         | Hoạt hình/Khoa học viễn tưởng | 16 tháng 8 năm 2019  | 1 giờ, 11 phút | Anh         |
| Công xưởng Hoa Kỳ: Trò chuyện với vợ chồng Obama                            | Aftershow/Phỏng vấn           | 21 tháng 8 năm 2019  | 10 phút        | Anh         |
| Sturgill Simpson giới thiệu Sound & Fury                                    | Hoạt hình/Ca nhạc             | 27 tháng 9 năm 2019  | 41 phút        | Anh         |
| Hậu trường El Camino: Phim hậu bản của "Tập làm người xấu"                  | Hậu trường                    | 29 tháng 10 năm 2019 | 13 phút        | Anh         |
| Người đàn ông Ireland: Trò chuyện với ngôi sao                              | Aftershow/Phỏng vấn           | 27 tháng 11 năm 2019 | 23 phút        | Anh         |
| Cám dỗ đầu tiên của Chúa                                                    | Hài                           | 3 tháng 12 năm 2019  | 46 phút        | Bồ Đào Nha  |
| John Mulaney và những đứa trẻ mang đồ ăn từ nhà                             | Tạp kỹ                        | 24 tháng 12 năm 2019 | 1 giờ, 10 phút | Anh         |
| 2020                                                                        |                               |                      |                |             |
| Jack đã làm gì?                                                             | Chính kịch/Phim ngắn          | 20 tháng 1 năm 2020  | 17 phút        | Anh         |
| Roma: Quá trình ghi hình                                                    | Hậu trường                    | 11 tháng 2 năm 2020  | 1 giờ, 12 phút | Tây Ban Nha |
| Sitara: Để giấc mơ bay cao                                                  | Hoạt hình/Phim ngắn           | 8 tháng 3 năm 2020   | 15 phút        | Anh         |
| Mặt trời phương Đông                                                        | Anime/Phim ngắn               | 2 tháng 4 năm 2020   | 4 phút         | Anh         |
| Ben Platt: Trực tiếp từ Nhà hát Radio City                                  | Hòa nhạc                      | 20 tháng 5 năm 2020  | 1 giờ, 25 phút | Anh         |
| Đội cứu hộ biển khơi: Hang động Sac Actun                                   | Hoạt hình                     | 14 tháng 8 năm 2020  | 1 giờ, 12 phút | Anh         |
| Các chàng trai trong hội: Chuyện cá nhân                                    | Aftershow/Phỏng vấn           | 30 tháng 9 năm 2020  | 28 phút        | Anh         |
| Đội cứu hộ biển khơi: Rạn san hô Great Barrier                              | Hoạt hình                     | 13 tháng 10 năm 2020 | 47 phút        | Anh         |
| Sarah Cooper: Mọi thứ đều ổn                                                | Tạp kỹ                        | 27 tháng 10 năm 2020 | 49 phút        | Anh         |
| I'm No Longer Here: A Discussion with Guillermo del Toro and Alfonso Cuarón | Aftershow/Phỏng vấn           | 3 tháng 11 năm 2020  | 14 phút        | Anh         |
| Giáng sinh xa lạ                                                            | Stop motion                   | 20 tháng 11 năm 2020 | 42 phút        | Anh         |
| Dù có ra sao, con vẫn yêu bố mẹ                                             | Hoạt hình/Phim ngắn           | 20 tháng 11 năm 2020 | 12 phút        | Anh         |
| Shawn Mendes: Trực tiếp tại buổi hòa nhạc                                   | Hòa nhạc                      | 25 tháng 11 năm 2020 | 1 giờ, 27 phút | Anh         |
| Điều ước Giáng sinh của Angela                                              | Hoạt hình                     | 1 tháng 12 năm 2020  | 47 phút        | Anh         |
| Bức tranh vải                                                               | Hoạt hình/Phim ngắn           | 11 tháng 12 năm 2020 | 9 phút         | Anh         |
| Điệu blues của Ma Rainey: Đưa huyền thoại lên màn ảnh                       | Aftershow/Phỏng vấn           | 18 tháng 12 năm 2020 | 31 phút        | Anh         |
| Ariana Grande: Excuse Me, I Love You                                        | Hòa nhạc                      | 21 tháng 12 năm 2020 | 1 giờ, 37 phút | Anh         |
| Hẹn không gặp lại, 2020                                                     | Hài                           | 27 tháng 12 năm 2020 | 1 giờ, 10 phút | Anh         |
| Cảnh sát bắt cướp                                                           | Hoạt hình/Phim ngắn           | 28 tháng 12 năm 2020 | 7 phút         | Anh         |